# Франку, Аниэль
Аниэль Франсиску да Силва (порт. Anielle Francisco da Silva), более известная как Аниэль Франку (Anielle Franco; род. 3 мая 1985, Рио-де-Жанейро, Бразилия) — бразильская учительница и государственный деятель. Министр по вопросам расового равенства Бразилии с 1 января 2023 года. Активистка борьбы за права чернокожих жительниц фавел. Младшая сестра муниципального политика Партии социализма и свободы Мариэль Франку, застреленной 14 марта 2018 года.

## Биография
Как и старшая сестра Мариэль выросла в фавеле Маре, одной из самых крупных трущоб Рио-де-Жанейро.
С 8 лет играла в волейбол, который пользуется огромной популярностью в Рио-де-Жанейро, стала конкурентоспособной волейболисткой. В 16 лет получила спортивную стипендию на программу двухлетнего обучения в Колледже Наварро в Корсикане в штате Техас. В Бразилии Аниэль училась в школе для белых на юге Рио-де-Жанейро, где была единственной чернокожей в классе. А в Колледже Наварро было много чернокожих и у Аниэль впервые была чёрная учительница английского языка. Затем играла в волейбол и училась в Луизианском техническом университете. В 2005—2008 годах училась в Центральном университете Северной Каролины (NCCU) в Дареме, где получила степень бакалавра по английскому языку и журналистике. Продолжила обучение в 2008—2010 годах во Флоридском университете сельского хозяйства и механизации (FAMU), где получила степень магистра журналистики. NCCU и FAMU — исторически чёрные высшие учебные заведения. 12 лет обучения в США оказали сильное влияние на формирование антирасизма Аниэль, она стала больше понимать себя как чернокожую женщину.
В 2012—2015 годах училась в Университете штата Рио-де-Жанейро (UERJ), где получила степень бакалавра по английской литературе.
Работала учителем английского языка в Рио-де-Жанейро: в 2014—2018 годах — в Колледже св. Моники (Colégio Santa Mônica, CSM), в 2015—2021 годах — в Международной школе CEL Intercultural School, в 2018—2020 годах — в школе Escola Dinamis в Рио-де-Жанейро.
После политического убийства Мариэль Франку 14 марта 2018 года, в июне семья Мариэль основала некоммерческую организацию — Институт имени Мариэль Франку (Instituto Marielle Franco, MF) для продолжения её работы. Институт среди прочего готовил отчёты о случаях расизма, сексизма и политического насилия, с которым сталкиваются чернокожие бразильские женщины-политики. С 2020 года Аниэль Франку была директором института. Ушла с поста в 2022 году после назначения в правительство. Новым директором в феврале 2023 года стала адвокат Лижия Батиста (Lígia Batista).
В 2019—2021 годах училась в Федеральном центре технического образования Рио-де-Жанейро (CEFET-RJ), получила степень магистра в области этнических и расовых отношений.
В 2021 году в качестве составителя вместе с Аной Каролиной Лоренсу (Ana Carolina Lourenço) опубликовала книгу «Радикальное политическое воображение чернокожих бразильских женщин» (A radical imaginação política das mulheres negras brasileiras), включающую сочинения Лелии Гонсалес и Эрики Малунгиньо.
В декабре 2022 года опубликовала книгу «Моя сестра и я: Дневник, воспоминания и разговоры с Мариэль» (Minha irmã e eu: Diário, memórias e conversas sobre Marielle).
1 января 2023 года назначена министром по вопросам расового равенства Бразилии в правительстве под руководством президента Лулы да Силва. Приведена к присяге 11 января вместо запланированного 9 января, после подавления неудавшегося переворота, в ходе которого 8 января сторонники Болсонару захватили президентский дворец Планалту.
Журнал Time опубликовал список 12 женщин 2023 года, которые работают над созданием более равноправного мира. В него попала Аниэль Франку.